# Dean Corll
Dean Arnold Corll (Fort Wayne (Indiana), 24 december 1939 - Pasadena (Texas), 8 augustus 1973) was een Amerikaanse seriemoordenaar die de bijnaam Candy Man kreeg, omdat zijn familie eigenaar was van de Corll Candy Company. Samen met medeplichtigen David Oven Brooks en Elmer Wayne Henley ontvoerde, martelde en vermoordde hij van 1970 tot en met 1973 ten minste 28 jongens van dertien tot twintig jaar in Houston. De zaak ging de boeken in als de Houston Mass Murders.
Corll kwam op 33-jarige leeftijd aan zijn einde doordat Henley hem doodschoot. Die belde daarna zelf de politie om te vertellen wat hij gedaan had en onthulde daarbij meteen de moorden waarbij Corll, Brooks en hijzelf in de jaren daarvoor betrokken waren.

## Werkwijze
Corll was mede-directeur (samen met zijn moeder Mary Robinson) van de snoephandel van zijn familie. Hij stond erom bekend dat hij regelmatig gratis snoep weggaf aan kinderen in de buurt, voornamelijk aan tienerjongens. Zo leerde hij in 1967 de dan twaalfjarige Brooks kennen als een van verschillende tienerjongens met wie hij graag optrok. Hij ging samen met ze naar het strand en installeerde een pooltafel in de snoephandel, waar de jongens konden komen spelen.
Corlls eerste moord was die op de achttienjarige Jeffrey Konen in september 1970. Hij pikte de jongen op toen die stond te liften, wurgde hem en begroef hem. Corrl ontvoerde vervolgens twee nieuwe slachtoffers en bond ze bij hem thuis vast aan een daarvoor geprepareerde multiplex plank. Toen hij zich aan hen wilde vergrijpen, betrapte Brooks hem. In ruil voor een auto beloofde deze zijn mond hierover te houden. Vervolgens accepteerde Brooks Corlls aanbod om hem $200,- te geven voor elke jongen die hij naar Corlls woning lokte.
Nadat ze samen het aantal slachtoffers naar negen brachten, raakte de toen vijftienjarige Henley betrokken bij de zaak. Hij verspreidde posters met verzoeken om informatie over zijn verdwenen vriend David Hilligiest. Brooks stelde Henley in 1971 aan Corll voor. In plaats van hem tot zijn volgende slachtoffer te maken, deed Corll ook Henley het aanbod om jongens te lokken voor $200,- per stuk. Hem werd verteld dat Corll deel uitmaakte van een georganiseerde groep mensen die zich bezighield met seksueel misbruik van minderjarige jongens. Ook Henley accepteerde en werd actief als lokker. Het aantal jongens dat naar Corll gebracht en door hem vastgebonden, gemarteld en vervolgens vermoord werd, liep verder op. Gelokte jongens werden soms gedrogeerd, soms met bruut geweld gevangengenomen. Hoewel het Henley op een gegeven moment duidelijk werd dat Corll zijn slachtoffers martelde en vermoordde, stopte hij niet met het lokken van nieuwe jongens.

## Climax
Henley lokte in augustus 1973 Timothy Cordell Kerley mee naar Corlls huis. Hij nam niettemin ook de vijftienjarige Rhonda Williams mee, die hij buiten was tegengekomen, omdat ze op de loop was voor haar dronken vader. Na het nuttigen van de nodige drank en marihuana, vielen de drie tieners in Corlls huis in slaap.
Toen Henley wakker werd, was hij aan handen en voeten gebonden. Kerley en Williams lagen gekneveld naast hem op de vloer. Corll was woedend dat Henley hem een meisje had gebracht. Henley kreeg hem zover om hem los te maken door toe te zeggen mee te werken aan het martelen en vermoorden van de andere twee tieners. Daarop greep hij naar Corlls pistool en vertelde hem dat het genoeg was geweest. Vervolgens maakte hij met vijf kogels een einde aan Corlls leven. Nadat hij Kerley en Williams had bevrijd, haalden die Henley over de politie te bellen. Dat deed hij. Vervolgens vertelde hij de politie waar ze de ontzielde lichamen van verschillende van Corlls slachtoffers konden vinden,
Op de avond van 8 augustus meldde Brooks zich bij de politie in Houston. Hij ontkende meegewerkt te hebben aan marteling of moord, maar biechtte op er wel van geweten te hebben. Net als Henley begon hij met het helpen van de politie in hun zoektocht naar de vermoorde jongens. Alle jongens waren gedood door verwurging of kogels en vertoonden verwondingen van de touwen waarmee ze vastgebonden zaten. Op alle slachtoffers werden sporen gevonden van seksueel misbruik tot seksuele marteling, zoals van het inbrengen van voorwerpen in hun rectum of urinebuis of van castratie, terwijl ze nog in leven waren.

## Slachtoffers
Op aanwijzing van Brooks en Henley vond de politie van Houston de lichamen van 29 gedode jongens én een extra armbeen en bekken in hetzelfde graf waar de laatste twee gevonden slachtoffers in lagen. Op 13 augustus 1973 werd de zoektocht naar meer lichamen gestaakt, hoewel er 42 jongens waren verdwenen vanaf 1970 en er volgens Henley nog ten minste twee van Corrls slachtoffers niet gevonden waren. Het lichaam van Joseph Lyles werd in 1983 bij toeval aangetroffen.

## Straffen Henley en Brooks
Er werden genoeg mensen gevonden om in totaal zes uur aan getuigenverklaringen tegen Henley en Brooks af te leggen, waaronder die van Rhonda Williams en Tim Kerley. Beide jongens werden apart voorgeleid. Brooks werd veroordeeld voor één moord, die op Billy Ray Lawrence (15). Daarvoor kreeg hij een levenslange gevangenisstraf. Henley werd veroordeeld voor zes moorden en kreeg daarvoor 6 x 99 jaar gevangenisstraf opgelegd. Zijn doodschieten van Corll werd niet als moord beoordeeld, maar als zelfverdediging.